# Marcus Caecilius Metellus (consul in 115 v.Chr.)
Marcus Caecilius Metellus was een Romeins politicus en militair uit de 2e eeuw v.Chr.
Marcus Caecilius Metellus was een van de vier zonen van Quintus Caecilius Metellus Macedonicus. Hij was muntmeester in 127 v.Chr. Uiterlijk in 118 v.Chr. werd hij praetor. In 115 v.Chr. was hij consul. Van 114 tot 111 v.Chr. was hij als proconsul in de provincies Sardinia en Corsica.
Vanwege zijn militaire prestaties mocht hij in 111 v.Chr. een triomftocht houden in Rome. Dit was op dezelfde dag dat zijn broer Gaius Caecilius Metellus Caprarius een triomftocht hield voor zijn overwinningen in Thracië.

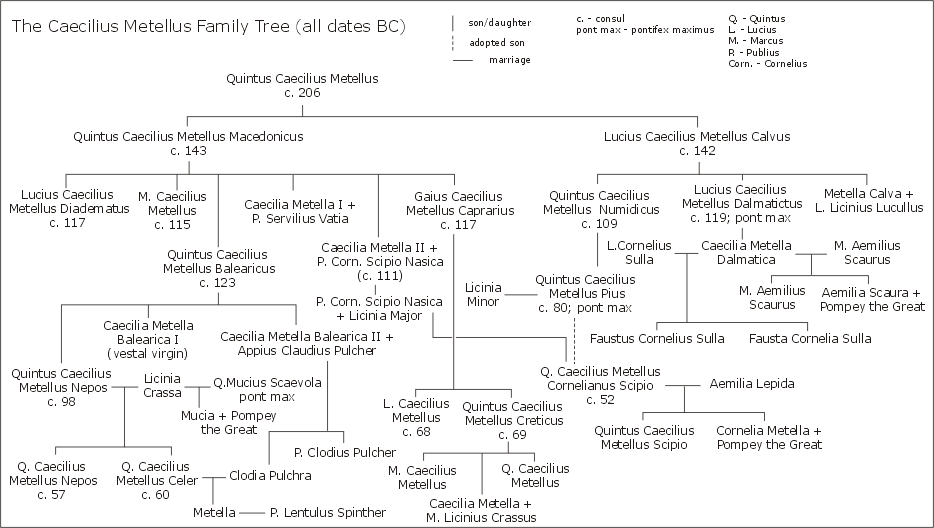
Stamboom van de gens Caecilia Metella